# Echos (album)
Echos – ósmy album studyjny szwajcarskiego duetu Lacrimosa. Został wydany w 2003 roku przez wytwórnię Hall of Sermon.
Album kontynuuje tradycyjną już kombinację muzyki orkiestralnej z gotyckimi dźwiękami. Na albumie po raz pierwszy w historii zespołu znalazł się utwór w pełni chóralny – „Kyrie”.

## Lista utworów
Opracowano na podstawie materiału źródłowego.
1. Kyrie – 12:44
2. Durch Nacht und Flut – 06:05
3. Sacrifice – 09:30
4. Apart – 04:18
5. Ein Hauch von Menschlichkeit – 05:08
6. Eine Nacht in Ewigkeit – 05:54
7. Malina – 04:50
8. Die Schreie sind verstummt – 23:50

## Twórcy
Opracowano na podstawie materiału źródłowego.
Zespół Lacrimosa w składzie:
- Tilo Wolff – projekt oprawy graficznej, muzyka, słowa, aranżacje, orkiestracje, produkcja muzyczna, instrumenty muzyczne, fortepian, programowanie, śpiew
- Anne Nurmi – instrumenty klawiszowe, śpiew

oraz:
- Jay P. – melotorn, gitara, gitara akustyczna, gitara basowa
- Manne Uhlig, Thomas Nack – perkusja
- JP Genkel – inżynieria dźwięku, miksowanie
- Michael Schubert – inżynieria dźwięku, miksowanie
- Herge Halvé – mastering
- Deutsches Filmorchester Babelsberg – wykonanie partii orkiestry pod batutą Güntera Josecka
- Spielmann-Schnyder Philharmonie – wykonanie partii orkiestry pod batutą Christophera Claytona
- Ludgar Hendrich – koncertmistrz Spielmann-schnyder Philharmonie
- Katharina Bunners – kontrabas
- V. Sondeckis – wiolonczela
- Sebastian Marock – altówka
- Stefan Pintev – skrzypce
- Rodrigo Reichel – skrzypce

Chór Rosenberg Ensemble
- Melanie Kirschke, Uli Brandt, Ursula Ritter – alt
- Frederick Martin, Joachim Gebardt – bas
- Bettina Hunold, Catharina Boutari, Raphaela Mayhaus – sopran
- Klaus Bülow, Olaf Senkbeil, Yenz Leonhard – tenor

Pozostali
- Gunnar Eysel – oprawa graficzna
- Stelio Diamantopoulos – oprawa graficzna
- Burgis Wehry – zdjęcia